# Gare de Châtillon-d’Azergues
Gare de Châtillon-d'Azergues vasútállomás Franciaországban, Châtillon településen.

## Vasútvonalak
Az állomást az alábbi vasútvonalak érintik:
- Paray-le-Monial-Givors-Canal-vasútvonal

## Kapcsolódó állomások
A vasútállomáshoz az alábbi állomások vannak a legközelebb:
- Gare de Chessy
- Gare de Lozanne